# Chinnasandra, Chintamani
Chinnasandra là một làng thuộc tehsil Chintamani, huyện Kolar, bang Karnataka, Ấn Độ.